# Ḍ́
Ḍ́ (minuscule : ḍ́), appelé D accent aigu point souscrit, est une lettre latine utilisée dans la romanisation de l’alphabet kharoshthi.
Il s’agit de la lettre D diacritée d’un accent aigu et d’un point souscrit.

## Représentations informatiques
Le D accent aigu point souscrit peut être représenté avec les caractères Unicode suivants : 
- composé et normalisé NFC (latin étendu additionnel, diacritiques) :

| formes    | représentations | chaînes de caractères | points de code | descriptions                                                     |
| --------- | --------------- | --------------------- | -------------- | ---------------------------------------------------------------- |
| majuscule | Ḍ́               | Ḍ◌́                    | U+1E0C U+0301  | lettre majuscule latine d point souscrit diacritique accent aigu |
| minuscule | ḍ́               | ḍ◌́                    | U+1E0D U+0301  | lettre minuscule latine d point souscrit diacritique accent aigu |

- décomposé et normalisé NFD (latin de base, diacritiques) :

| formes    | représentations | chaînes de caractères | points de code       | descriptions                                                                 |
| --------- | --------------- | --------------------- | -------------------- | ---------------------------------------------------------------------------- |
| majuscule | Ḍ́               | D◌̣◌́                   | U+0044 U+0323 U+0301 | lettre majuscule latine d diacritique point souscrit diacritique accent aigu |
| minuscule | ḍ́               | d◌̣◌́                   | U+0064 U+0323 U+0301 | lettre minuscule latine d diacritique point souscrit diacritique accent aigu |